# Delegazione Venustiano Carranza
Venustiano Carranza è una delle sedici delegazioni di Città del Messico, situata nella zona centro orientale della capitale. Confina a nord con la delegazione Gustavo A. Madero, ad ovest con la delegazione Cuauhtémoc, a sud con la delegazione Iztacalco e ad est con lo Stato del Messico. Il suo nome è in onore di Venustiano Carranza, capo rivoluzionario che promulgò la Costituzione messicana del 1917 e fu primo presidente costituzionale del Messico.
L'Aeroporto Internazionale di Città del Messico si trova in questa delegazione.